# Vino de Cataluña

Distribución de la vid en Cataluña.

El vino tiene en Cataluña una larga tradición cultural constituyendo una región vinícola histórica con unas peculiaridades propias. El sector está regulado por el Instituto Catalán de la Viña y el Vino.
El subsector del vino y derivados ocupa el cuarto lugar dentro del sector agroalimentario catalán y representa el 25 % de la producción de España. La producción anual es de más de 380 millones de botellas de las que unas dos terceras partes se destinan a la exportación. Aproximadamente, la mitad de la producción es de vino y la otra mitad es de cava.

## Historia
La vid y el vino fueron introducidos por los griegos en el área del Ampurdán. En época de los romanos se desarrolló el comercio de los vinos del Campo de Tarragona y de Alella, en los alrededores de Tarraco y Barcino.
Durante el siglo XVIII se extendió la exportación. De una parte se exportaba el vino del Ampurdán al Languedoc, y por otra parte se estimuló el cultivo de las comarcas litorales y prelitorales por la exportación a América como vino concentrado en aguardiente. Desde Villanueva y Geltrú se exportaba la producción del Panadés, desde Salou la producción del Bajo Campo y del Priorato, y en menor medida desde los puertos de Rosas, Bagur, Mataró, Barcelona y Tarragona.
A partir de 1865, con la irrupción de la filoxera en Francia, todos los puertos orientaron la exportación al Languedoc y Provenza para atender la gran demanda francesa. Entre los años 1878 y 1900 la filoxera acabó destruyendo toda la viña de Cataluña. La replantación comportó un cambio, pasando la producción máxima del Bages al Panadés, y provocando el despoblamiento del Priorato. La replantación de cepas blancas favoreció el desarrollo del cava. Se crearon las primeras cooperativas vinícolas en Alella, Igualada y Artés, impulsadas por la Mancomunidad de Cataluña. Coincidiendo con el modernismo se construyeron grandes "cellers cooperatius" (bodegas cooperativas), denominados "catedrales del vino", en Barbará, Espluga de Francolí, Falset, etc. En Raimat se produjo una experiencia inédita en Europa[cita requerida] de colonización agrícola.
Durante la I Guerra Mundial se produjo una demanda excepcional. La superproducción quedó paralizada por la Guerra civil española y la II Guerra Mundial. A partir de los años 1960 el cultivo se renovó introduciendo nuevas variedades de uva y nuevos métodos vinícolas, destacando el Panadés como adalid en tecnología y la recuperación del Priorato.

## Geografía y clima
El cultivo de la viña en Cataluña se concentra sobre todo en las comarcas prelitorales, entre la Cordillera Prelitoral y la Depresión Prelitoral, con la excepción de la parte oriental más húmeda (eje del Montnegre, Montseny, Las Guillerías y Puigmal). Además, se cultiva en las llanuras de menos altitud de la Depresión Central (la plana de Lérida y la plana de Bages), y en las dos vertientes de la Albera. El clima es mediterráneo con veranos moderadamente calurosos, inviernos fríos sin heladas ni granizadas, lluvias concentradas en otoño y primavera, y bien soleado con cordilleras orientadas al sudeste.

## Denominaciones de origen
La diversidad geográfica hace que haya una diversidad de terruños agrupados en once Denominaciones de Origen  que ocupan unas 70 mil hectáreas. Por orden del número de hectáreas de superficie inscrita, las Denominaciones de Origen son las siguientes:
| DO                | Superficie (hectáreas) |
| ----------------- | ---------------------- |
| Cataluña          | 41.426                 |
| Terra Alta        | 6.048                  |
| Tarragona         | 4.700                  |
| Costers del Segre | 4.000                  |
| Conca de Barberà  | 2.900                  |
| Penedès           | 2.500                  |
| Priorat           | 2.088                  |
| Empordà           | 2.000                  |
| Montsant          | 1.800                  |
| Pla de Bages      | 500                    |
| Alella            | 200                    |

Denominaciones de Origen de Cataluña.

La del Priorato es una Denominación de Origen Cualificada. La de Cataluña es una denominación regional superpuesta geográficamente a las otras. Además, existe la Denominación de Origen Cava que se encuentra mayoritariamente en el Panadés.
Las Denominaciones de Origen dependen del Instituto Catalán de la Viña y el Vino (INCAVI), adscrito al Departamento de Agricultura, Ganadería y Pesca de la Generalidad de Cataluña.

## Variedades de uva
En Cataluña predomina la elaboración de vinos espumosos y cavas, también de vinos blancos y tintos de calidad. Aproximadamente el 30 % es viñedo ecológico.
Tradicionalmente han destacado los vinos blancos y los vinos  de licor: vino rancio, vino de garnacha, vino de moscatel, vi blanc. Hoy la producción de vino blanco es mayoritaria en Alella, el Panadés y en Tarragona, y de vino tinto en el resto. Los productores son bodegas pequeñas o medianas y sobresalen 3 o 4 empresas grandes del sector. Mientras que las ventas de exportación son buenas, el consumo de vino catalán en el mercado interior va en aumento. Los restaurantes de Cataluña consumen un 40 % de vino catalán y las cadenas de alimentación un 50 %.
Son variedades blancas autóctonas: macabeo, charelo, la pasa blanca y picapoll. Son variedades tintas autóctonas: sumoll y taladrado. Además, son variedades tradicionales: garnacha, malvasía, monastrell, moscatel, parellada, el cinsault y tempranillo.